# Gargoyle
Gargoyle – oparty na OpenWrt przyjazny interfejs (alternatywny firmware) dla małych routerów, powszechnie dostępnych, takich jak routery firmy Asus, Linksys czy TP-LINK. Zapewnia dużą funkcjonalność i wiele możliwości dostosowywania, wykraczając poza to, co przewiduje oryginalny firmware. Głównym celem jest zapewnienie przez Gargoyle alternatywnego interfejsu dla narzędzi (QOS, firewall, itp.), które mają być łatwe w konfiguracji, jak w oryginalnym oprogramowaniu producenta routera.
Gargoyle to oprogramowanie open-source. 
Będąc pochodną linuksowej dystrybucji OpenWrt, dziedziczy po niej możliwość łatwej instalacji dodatkowych pakietów (oprogramowania), które nie są domyślnie zainstalowane, a które chcemy wykorzystać, rozszerzając możliwości routera.